# Léon Penchinat
Pour les articles homonymes, voir Penchinat.
Léon Penchinat (1822-1889) est un avocat, homme politique et magistrat français.

## Biographie
Issu d’une famille protestante, fils d’un négociant, Henri Léon Penchinat naît le 22 mai 1822 à Sommières. Il suit des études de droit et s’inscrit au barreau de Nîmes en 1844.
Après 1848, il est actif au sein du courant républicain, collaborant notamment au Républicain du Gard (aux côtés d'Aimé Lyon, Étienne Ducamp et Louis Laget), et défendant des camarades de lutte poursuivis. Après le coup d’État de 1851, qualifié de « chef du parti socialiste » aux « opinions démagogiques très prononcées » mais accusé à tort, il est condamné par contumace à l'internement, peine commuée l'année suivante en surveillance. Il n’est gracié que deux ans après.
En 1864, il participe à la création de la bibliothèque populaire de Nîmes. Il est une première fois bâtonnier du barreau de Nîmes en 1864-66. Après 1870, on le retrouve parmi les animateurs de la Société de propagande républicaine. Entre-temps, en 1868, il est élu à l’Académie du Gard, qui reprend son nom d’« Académie de Nîmes » quelques années après. Il la préside en 1879. Il est aussi initié au sein de la franc-maçonnerie.
Ami de Charles Renouvier, il est le parrain de sa revue La Critique philosophique, créée en 1872 : c’est lui qui en trouve le titre. Il est alors un partisan de Léon Gambetta. Il est aussi actif au sein de l’Église protestante.
Il est élu conseiller général du Gard pour le canton de Vauvert en 1877. Il préside la commission départementale entre 1881 et 1884. En 1885, il est candidat malheureux aux élections législatives.
De 1879 à 1880, il est bâtonnier pour la 2e fois. En 1881, il est bombardé premier président de la cour d’appel de Montpellier. Il rejoint les rangs de l'Académie des sciences et lettres de Montpellier en 1884. Il est fait officier de la Légion d’honneur en 1885. Il meurt en fonctions le 14 février 1889.
Une rue de Sommières porte son nom.
Il est le beau-père de Victor Robert, qui sera à son tour bâtonnier.